# Heymann Steinthal
Heymann sau Hermann Steinthal (n. 16 mai 1823, Gröbzig, Saxonia-Anhalt, Germania – d. 14 martie 1899, Berlin, Imperiul German) a fost un filolog și filosof german, unul dintre fondatorii științei psihologiei popoarelor (Völkerpsychologie).

## Biografie
A studiat filologia și filozofia la Universitatea din Berlin și a fost numit în 1850 Privatdozent de filologie și mitologie la această instituție. El a fost influențat de Wilhelm von Humboldt, a cărui lucrare intitulată Sprachwissenschaftliche Werke a editat-o în anul 1884. Din 1852 până în 1855 Steinthal a locuit în Paris, unde s-a dedicat studiului limbii chineze, iar în 1863 a fost numit profesor asistent la Universitatea din Berlin. Începând din 1872 a activat, de asemenea, ca privat-dozent de istorie critică a vechiului Testament și de filozofie religioasă la Hochschule für die Wissenschaft des Judenthums.
În anul 1860 a fondat, împreună cu cumnatul său, Moritz Lazarus, Zeitschrift für Völkerpsychologie und Sprachwissenschaft, în care a pus bazele noii științe a psihologiei comparative („psihologia popoarelor”). Steinthal a fost, din 1883, unul dintre directorii asociației Deutsch-Israelitischer Gemeindebund și a condus secțiile de educație religioasă ale mai multor organizații mici.

## Lucrări
Principalele lucrări ale lui Steinthal sunt următoarele:
- Die Sprachwissenschaft W. von Humboldts und die Hegel'sche Philosophie (Berlin, 1848)
- Klassifikation der Sprachen, dargestellt als die Entwickelung der Sprachidee (ib. 1850), care a apărut în 1860 sub titlul Charakteristik der Hauptsächlichre, editată și completată de autor și de Franz Misteli ca volumul II al Abriss der Sprachwissenschaft (ib. 1893)
- Der Ursprung der Sprache im Zusammenhang mit den Letzten Fragen Alles Wissens (ib. 1851, ed. a IV-a, completată, 1888)
- Die Entwickelung der Schrift (ib. 1852)
- Grammatik, Logik, Psychologie: Ihre Prinzipien und Ihre Verhältniss zu Einander (ib. 1855)
- Geschichte der Sprachwissenschaft bei den Griechen und Römern (ib. 1863, ed. a II-a, 1889-1891)
- Philologie, Geschichte und Psychologie in Ihren Gegenseitigen Beziehungen (ib. 1864)
- Die Mande-Negersprachen, Psychologisch und Phonetisch Betrachtet (ib. 1867)
- Abriss der Sprachwissenschaft (vol. I: Einleitung in die Psychologie und Sprachwissenschaft, ib. 1871; ed. a II-a, 1881)
- Allgemeine Ethik (ib. 1885)
- Zu Bibel und Religionsphilosophie (ib. 1890; serie nouă, 1895), alcătuită în principal din conferințe ținute pentru Gesellschaft der Freunde în beneficiul Lehranstalt für die Wissenschaft des Judenthums.

Primul volum din Gesammelte Kleine Schriften a apărut la Berlin în anul 1880.